# Calliprogonos
Calliprogonos là một chi bướm đêm thuộc họ Brahmaeidae.

## Các loài
- Calliprogonos miraculosa Mell, 1937